# Ormia australis
Ormia australis là một loài ruồi trong họ Tachinidae.